# Fontaine-la-Guyon
 Fontaine-la-Guyon  es una población y comuna francesa, en la región de  Centro, departamento de Eure y Loir, en el distrito de Chartres y cantón de Courville-sur-Eure.

## Demografía
| 493 | 488 | 570 | 675 | 732 | 1020 |
| Para los censos de 1962 a 1999 la población legal corresponde a la población sin duplicidades (Fuente: INSEE [Consultar]) |     |     |     |     |      |